# Fritz Ramseyer
Pour les articles homonymes, voir Ramseyer.
Fritz Ramseyer, né le 7 octobre 1840 à Neuchâtel et décédé le 6 août 1914 dans la même ville, est un missionnaire protestant suisse qui a été actif dans l'actuel Ghana.

## Biographie
Fritz Ramseyer est né le 7 octobre 1840 à Neuchâtel, en Suisse. Il est le fils de Samuel Louis Ramseyer, un entrepreneur, et de Louise Madeleine Hammer. De confession protestante, il étudie à l'École missionnaire de Bâle après avoir travaillé dans l'entreprise familiale,. Il doit toutefois interrompre ses études avant sa consécration et se rendre en urgence en Côte de l'Or, l'actuel Ghana, pour le compte de la Mission de Bâle. De 1864 à 1908, il y effectue sept séjours. Il passe cinq ans en captivité chez les Ashantis avec sa famille, de 1869 à 1974, et est finalement libéré par le général britannique Garnet Joseph Wolseley le 21 janvier 1874. Après un retour en Suisse pendant lequel il est consacré, il dirige ensuite pendant 17 ans la station d'Abetefi, avant d'en laisser la direction à son neveu Edmond Perregaux. En 1876, il participe à la fondation de l'École réformée ghanéenne. En 1900, il doit fuir Courmassie à la suite d'une révolte.
En 1875, il publie un livre, Quatre ans chez les Achantis, relatant sa captivité, qui sera réédité à plusieurs reprises et traduit en allemand et en anglais. À partir de 1888, il réalise également des photographies qui sont présentées en Europe tant dans des publications que dans des conférences. En 1902, il publie avec Henri Perregaux un nouveau livre, Jours d'angoisse à Courmassie.
Il meurt le 6 août 1914 à Neuchâtel.

## Hommages
Diverses églises et institutions de formation situées au Ghana sont baptisées Fritz Ramseyer.